# Henri d'Escoubleau de Sourdis
Henri d'Escoubleau de Sourdis (20 février 1593 - Auteuil, le 18 juin 1645) est un homme d'Église et officier de marine français du XVIIe siècle. Évêque de Maillezais (1623-1629) puis archevêque de Bordeaux de 1629 à sa mort. Il est lieutenant général de la marine royale sous Louis XIII et participe à ce titre aux plus grandes opérations militaires de ce règne.

## Biographie
Fils cadet de François d'Escoubleau, marquis de Sourdis et d'Alluye, gouverneur de Chartres et premier écuyer de la Grande Écurie, et d'Isabelle Babou de la Bourdaisière, dame d'Alluye, tante de Gabrielle d'Estrées, Henri d'Escoubleau passa son enfance au château de Jouy-en-Josas. Il est baptisé le 20 février 1593 dans la paroisse de Saint-Germain-l'Auxerrois. Destiné à la carrière ecclésiastique, il effectue ses humanités et sa philosophie au collège de Navarre, suivies d'études de droit et il obtient son doctorat in utroque jure. Tonsuré en mai 1605 il est encore simple clerc lors de sa nomination épiscopale mais il est commendataire de l'abbaye de Saint-Jouin dans le diocèse de Poitiers. Le Cardinal François d'Escoubleau de Sourdis résigne en sa faveur son titre de coadjuteur de Maillezais le 23 mars 1615. Il hérite en 1616 de son oncle le titre d'évêque de Maillezais et il est confirmé le 18 mai 1616 et consacré en 1623. Il prit part à la guerre de Trente Ans puis en 1628 combattit en tant qu'intendant de l'artillerie au siège de La Rochelle. L'année suivante, il prit la succession de son frère François à l'archevêché de Bordeaux. Cette succession, convenue plusieurs années auparavant, fut confirmée par un décret du cardinal de Richelieu. 
Lors de l'affaire des démons de Loudun, il tente de calmer l'agitation publique en faisant interner les malades et en mettant un terme aux exorcismes, mais il est pris de vitesse par le cardinal de Richelieu qui, ayant en vue le démantèlement de places huguenotes dans la région, profite de ces événements pour y dépêcher son agent plénipotentiaire, Jean Martin, baron de Laubardement. 
Sourdis est reçu commandeur du Saint-Esprit le 14 mai 1633, mais l'année suivante, Jean Louis de Nogaret de La Valette, gouverneur de Guyenne, fait voler son chapeau d'un coup de canne lors d'une procession. Interdit de duel, Henri de Sourdis exige en vain l'excommunication de son offenseur, mais obtient son exil pour Plassac.
Il poursuit néanmoins ses activités militaires et prend part à la libération des Île Sainte-Marguerite avec la bataille des îles de Lérins (1637). Il parvient à évincer Philippe de Longvilliers, chevalier de Poincy, du poste de vice-amiral de France. Nommé lieutenant-général en considération de ses qualités de navigateur, Henri d'Escoubleau commande la flotte du Ponant et s'illustre contre les Espagnols par les victoires de Guétaria et de Laredo, mais subit le désastre de Fontarrabie (1638). Il tente d'en rejeter la faute sur l'un de ses officiers, Bernard de La Valette, duc d'Épernon, qui avait désobéi à son ordre de lancer l'attaque par peur d'un échec. Sourdis obtient l'appui de Richelieu dans cette affaire, mais est remplacé par Jean Armand de Maillé-Brézé et affecté à la flotte du Levant. Sur ce nouveau théâtre d'opérations, il appuie le comte d'Harcourt et l'armée d'Italie lors du siège de Casale (1640) mais, l'année suivante, échoue à tenir un blocus complet du port de Tarragone. À la suite de nouveaux revers militaires contre les Espagnols, il est accusé de trahison et perd la faveur de Richelieu, malgré les protestations de ses officiers. Il est exilé en Provence, puis finalement obtient l'autorisation de Louis XIII de regagner son diocèse de Bordeaux. Il sera cependant démis de ses fonctions d'archevêque par le pape parce qu'il a porté les armes. Il meurt en 1645 à Auteuil.

### Sources

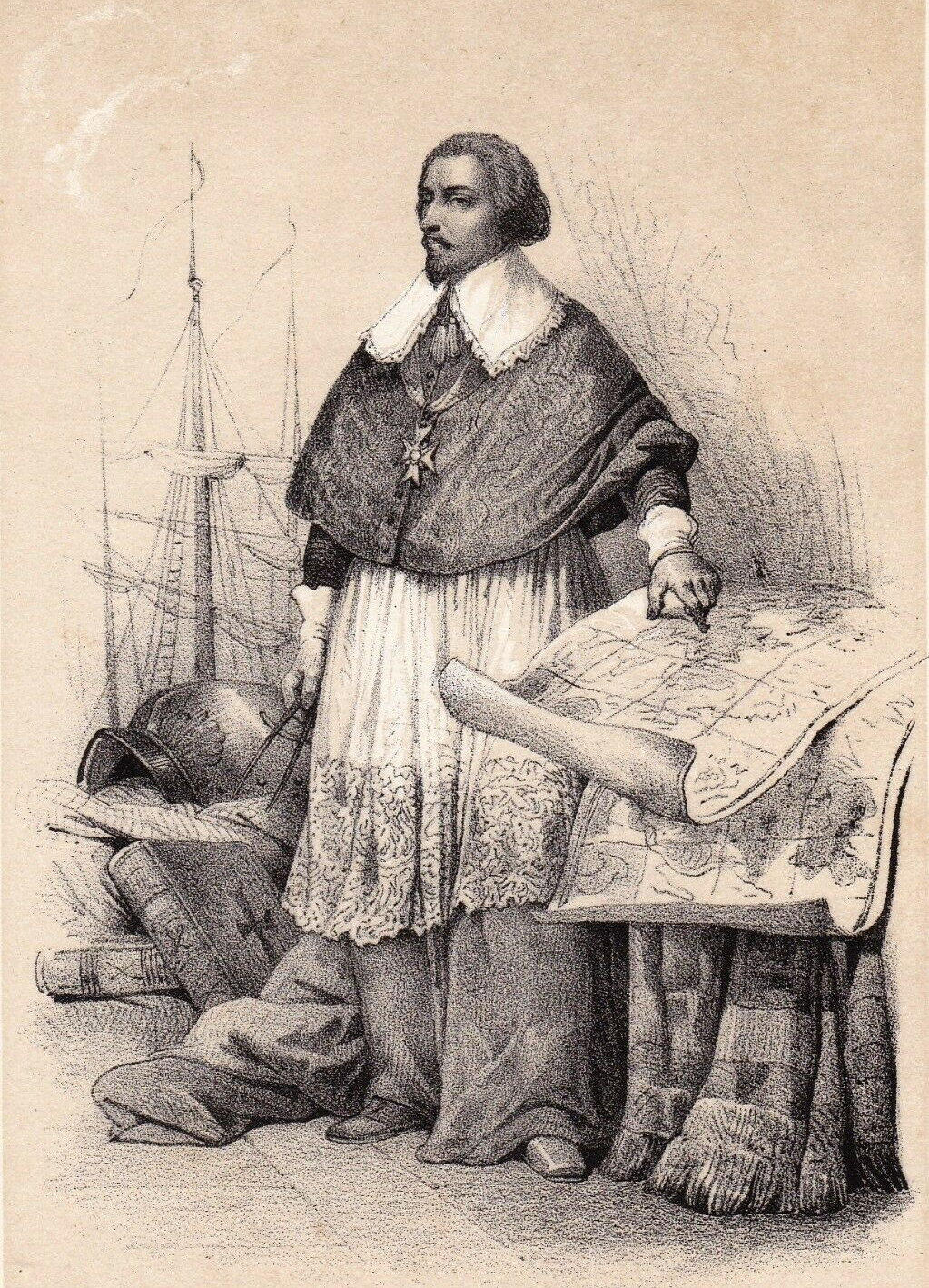
Henri d'Escoubleau de Sourdis, tel que dépeint en 1845 dans Les marins illustres de la France, de Léon Guérin

- Eugène Sue - « Correspondance de Henri d'Escoubleau de Sourdis : augmentée des ordres, instructions, et lettres de Louis XIII et du Cardinal de Richelieu a M. de Sourdis concernant les opérations des flottes françaises de 1636 à 1642, et accompagnée d'un texte historique, de notes, et d'une introduction sur l'état de la Marine en France sous le ministère du Cardinal de Richelieu » (1839), impr. de Crapelet, Paris. Ouvrages (Tome I sur Google Livres & Tome II sur Google Livres)